# Arno Brasch
Arno A. Brasch (geboren 1910 in Berlin; gestorben 5. Mai 1963 in New York City) war ein deutscher Physiker.

## Leben
Mit Fritz Lange und Kurt Urban (1904–1928) machte er im AEG-Transformatorenwerk Hochspannungsversuche, mit denen sie wohl Atome zertrümmern wollten. Ernest Rutherford hatte 1927 einen solchen Entladungsversuch vorgeschlagen. 1927 unternahmen sie Hochspannungsversuche mit Blitzen in Italien auf dem Monte Generoso wobei sie 15 MV erreichten.
Um 1929 adaptierten sie Coolidges Entwurf. Ab ca. 1930 wurden die beiden jungen Physiker von AEG in Berlin unterstützt und konnten das Hochspannungslaboratorium in Oberschönweide benutzen, wo ein Marx-Generator für 2,4 MV zur Verfügung stand.
Sie entwickelten eine Entladungsrohr, ein sogenanntes Lamellenrohr, in dem ringförmige Metallscheiben von wenigen Zentimeter Dicke abwechselnd mit Isolierscheiben gestapelt und verpresst werden. Damit konnte ein gleichmäßiger Potentialverlauf im Inneren erreicht, der Gleitweg erheblich verlängert und störende Gleitentladungen vermieden werden. Die Baulänge von 2 bis 3 m wurde auf 84 cm verkürzt. Um äußere Überschläge zu vermeiden, wurde es in einem Öltank betrieben. In den künstlichen Blitzen von 1 bis 100 μS traten Ströme von 1000 A auf. Die an der Anti-Kathode erzeugte Röntgenstrahlung entsprach härtester Radiumstrahlung von 100 kg Radium-Äquivalenz. Wurde die Anti-Kathode durch ein Lenard-Fenster ersetzt, war der austretende Elektronenstrahl in Luft blau leuchtend sichtbar. Dieses sollte zur Tiefentherapie dienen. Der mit der Erprobung beauftragte Direktor der strahlentherapeutischen Abteilung des Instituts für Krebsforschung Ludwig Halberstädter verlor jedoch 1933 seine Stellung und emigrierte umgehend nach Palästina.
Am 21. Dezember 1934 meldeten er und Lange ein „Verfahren zur Anregung und Durchführung von Kernprozessen“ zum Patent an. Lange ging 1935 in die UdSSR und arbeitete dort bis 1957, wo er sich zunächst in Charkow und dann in Swerdlowsk im Labor von Isaak Kikoin auf die Gaszentrifuge spezialisierte. Ihr Mitarbeiter Adnan Waly, der einen ägyptischen Pass hatte, ging zunächst nach Ägypten und nach Kriegsende in die USA.
Brasch ging 1936 in die USA. Hier arbeitete er am Jewish Hospital of Brooklyn mit Frederick B. Traub, Wolfgang Huber und Helen Carleton. 1947 beschrieben er und Huber einen neuen gepulsten Linearbeschleuniger mit dem Fleisch und andere Lebensmittel sterilisiert werden konnten. Sie untersuchten dabei auch den Einfluss von Temperatur und Atmosphäre während der Bestrahlung auf die Qualität von Milch und Milchprodukten und stellten fest, dass Geschmacksveränderungen durch tiefe Temperaturen und die Abwesenheit von Sauerstoff minimiert werden konnten. 1948 entwickelten John G. Trump († 21. Feb. 1985) und Robert Jemison Van de Graaff am MIT einen anderen Beschleunigertyp. Damit standen die notwendigen Mittel für die Bestrahlung von Lebensmitteln zur Verfügung.
Sie erhielten noch eine Vielzahl von Patenten.

## Veröffentlichungen
- Experimentell-technische Vorbereitungen zur Atomzertrümmerung mittels hoher elektrischer Spannungen, Zeitschrift für Physik, Band 70 (1931) Nr. 1–2, S. 10–33.
- Der Beginn des Atom-Zeitalters, in: Aufbau, 10. August 1945